# 伝染るんです。
『伝染るんです。』（うつるんです）は、吉田戦車による4コマ漫画。句点（。）の部分も含めて正式名称である。「週刊ビッグコミックスピリッツ」（小学館）にて、1989年8号から1994年6号にかけて連載された。単行本全5巻の累計発行部数は300万部以上を記録している。第37回・文藝春秋漫画賞受賞。他にゲーム、アニメ、実写作品も製作された。

## 概要
起承転結が絶対条件だった従来の4コマ漫画の常識を覆し、不条理ギャグ漫画というジャンルを確立させたパイオニア、記念碑的な作品として評価されている。連載開始後は多くの亜流を生み、漫画界のみならずお笑い界や芸能界、CM業界などにおいても同様のテイストを持った表現を広めることとなった。このことから「ギャグ」に対するパラダイムシフトと考えられている。
名前の由来は、富士フイルムの「写ルンです」。竹熊健太郎と、漫画の担当編集者・江上英樹の会話から生まれたネーミング。第一巻のあとがきによると、吉田自身は「スキップ魂」というタイトルで決めていたとのこと。
1990年に東京の原宿に『伝染るんです。』のキャラクターショップ「かわうそ屋」が開店。単行本では1990年当時の吉田の年齢は“42歳”と表記されていたが、このキャラクターショップの開店セレモニーに出席した際に、吉田の当時の実年齢は“27歳”であることが判明した。
1992年3月6日にはタカラより、ファミリーコンピュータ用ゲームソフト『伝染るんです。かわうそハワイへ行く』が発売された。後の雑誌記事で吉田はクソゲーと評している。同年6月25日、オリジナルビデオソフト『伝染るんです。ビデオ』（タカラ映像事業部）なども発売された。
2010年にサクセスネットワークスにより、携帯ゲームサイト「スーパーライト☆サクセス」にて原作エピソードをもとに制作されたミニゲームを全5つ収録した携帯電話ゲームアプリが配信された。
2012年には東日本大震災復興支援企画「ヒーローズ・カムバック」の第3弾作品として、18年ぶりの新作「伝染るんです。外伝『サラマンダー』」がビッグコミックスピリッツに掲載された。
かわうそをはじめとした本作のキャラが登場する別作品として『山田シリーズ』が挙げられる。
作中のギャグ「下の人などいない！」は「中の人」というインターネットスラングの元ネタ。
2021年4月3日、東京新聞にて「かわうそセブン」として土曜と日曜の朝刊にカラーの4コマ漫画として連載を開始した（月に一回程度、休刊日の前日などに休載としていた）。2022年7月8日からWEB連載が開始され、毎月第2・第4金曜日に更新。同時に、紙上では土曜のみ連載となるも、2024年2月24日で連載が終了した。同年7月には小学館から単行本化された。
2025年、画業40周年を記念し、同年4月25日発売のビッグコミック9号で「伝染るんです。フューチャー かわうそエース」が開幕した。

## 内容・あらすじ
話の多くはかわうそ、かっぱ、かえる、こけし、ヤクザ、頭に包帯を巻いた少年などの登場キャラクターが、変わったこだわりを持って暴走し、周りを困惑、恐怖、脱力させるという展開である。それはハワイに執着するかわうそ、NHK教育テレビの番組を愛好するヤクザなどに典型的に現れている。
また、その延長線上で、通常ではありえない変な生活習慣や舞台設定、儀式、スポーツなどが唐突に登場し、それが当たり前に受け入れられ、その中でもギャグが一つ入るという展開がある。例として手納豆、シークレット奥さん、しリーグ、タニス道、「さて久しぶりに」と取り返しのつかないことをする先生などが挙げられる。
世界観は奇妙奇天烈で、分からない人には意味不明で殺伐としたものに映ることもあるが、大体において牧歌的で、脱力的な雰囲気のものが多い。

## 単行本
単行本は小学館からA5判ハードカバーで全5巻（1990年 - 1994年）、文庫が小学館文庫から全5巻（1998年 - 1999年）で発売されている。
単行本の第1巻は「物凄く不器用な素人デザイナー・祖父江慎が頑張って造った」という設定の下、意図的に誤植をして一見すると「乱丁本ではないか?」と思えるかのようなデタラメの限りをつくした装幀・製本がなされた（他にも前述の吉田の年齢や帯の惹句は1990年刊行にも関わらず、「75年は吉田の時代だ！」など）。このため書店に対する注意書きも同時に配布されたが、それでも問い合わせなどが多発したこともあり、第2巻以降はごく普通の装丁・製本に戻っている。
2000年に傑作だけを集めた『伝染るんです。』が、小学館の廉価版コミックスレーベルのひとつであるBLUE COMICSとして95円（税抜き）で販売された。

## 登場キャラクター・物体・語彙
かわうそ君（動物）
直立歩行し、言葉（日本語）を話すカワウソ（外見はカワウソの着ぐるみを着た太った人間にしか見えないが、製作技術の低い古いカワウソの剥製には、このキャラクターと酷似する風貌のものもある）。1967年生まれ。本作品に最も多く登場している。不可解な言動・行動によって、周囲を振り回すが、稀に優しい一面も見せる。かっぱ君がハワイに旅行したことを知って以降、ハワイに異常な執着を持つようになる。またハワイ以外にも一つのことが頭に浮かぶと、それにひたすら執着する。かっぱ君のお姉さんに執着していた時もあった。後に英語に凝りはじめたり、「これからはポルトガルさ」と、ポルトガルに傾倒するようになる。約束屋、憶測屋、かわうそ急便等、時折、商売を行っている。老人から好かれているが、かわうそ自身は若者に好かれたいと思っているため、老人に対して結構冷淡な対応をしている。ある老人から「かわうそ君には、男子中学生の、“ただ、そこにいるだけ感”がある」と言われたことにより、男子中学生を憎むようになる。『外伝『サラマンダー』』では、2012年に日本の環境省がニホンカワウソを絶滅種に指定したため、今更ながらにアイデンティティーの危機が訪れる。
吉田戦車の実子が乳児期に、かわうそのぬいぐるみを見て、「わんわん」（犬）と勘違いしたことがある（『まんが親』より）。
かっぱ君
かわうその友達。常に全裸であり、陰茎は露出している。心優しく、気弱な性格。かわうそにさんざん振り回され、暴力行為を受けたりもするが、友達を続けている（一緒にビールを静かに呑むのが割と好きらしい）。かわうそに黙ってハワイ旅行をしたため、かわうそから嫉みを受けている。若者の友人がたくさんいて、この点でもかわうそから嫉妬されている。また、しんちゃんの父親にも過剰に好かれている。
かえる
かわうそやかっぱの友達。なぜか小さい頃から成体の姿をしており、オタマジャクシ時代のことを訊かれると、「あれは、いいよぉ‥」と、妙に言葉を濁す。カエルなのに、なぜか歯が生えている。人が良く、やや不器用なかっぱと比べて、お世辞など世渡りも上手い。喫煙をする。元・暴走族総長。愛車はZ32型フェアレディZ。なお、かえるもかっぱと共にハワイに旅行していたことが判明している。そのため、かわうそから「かえるですら！」と憎悪の対象となる。
かっぱの父（紫）
かわうそが勝手に「体色が紫色」の「小役人」だと決め付けたかっぱの父親。作中には現れず、実際の体色や職業は不明。
かっぱの姉（ボイン）
ボインと聞いて以来、かわうそが会いたがっている。作中には現れない。
しんちゃん
かえるのいとこ。生まれたばかりのはずだが、既に成体の姿をしていて、かえる同様、オタマジャクシ時代のことを訊かれると、「あれは、いいよぉ‥」と照れながら言葉を濁す。後に、しんちゃんにも歯が生えてくる。
しんちゃんの父親
かえるの叔父で、スナック「無精髭」を経営。自身も無精髭である。かっぱに何らかの感情を抱いているのか、自らの無精髭を彼にこすりつけようと度々試みたり、かえるの身でありながら蛇踊りをはじめ、自らのビキニパンツにかっぱが万札をねじ込むまで止めないと言い出したこともある。かえるの一族として彼も歯が生えている。
すずめ
道行く人に対し、その人の状況から推測される本人にとって不愉快な結果ばかりを想定して、勝手なことを語り合っている2羽のすずめ。外見は小人のようである。
からす
すずめの変装と思しきバリエーション。体が黒くなって「カァ」というだけの違い。作中でも「お前ら、すずめだろう！」と言われている。
しいたけ
恨めしそうな目をしていて、直立歩行をするしいたけ。しいたけの傘が三度笠にも見え、股旅のようでもある。主に椎茸をマズイとみなす人間に対して暴行を加える。自分を盗まなかった野菜泥棒を捕まえたこともある。いつもマフラーを巻いている。そのマフラーを編んでくれた婆さんの墓参りにも行っている。セリフがフキダシの中に入っていない（しかも手書き文字）のも特徴。しいたけらしく日焼けをする（干される）ことによって栄養素や旨味を増す他、いつも身につけているマフラーは煮ると美味らしい（ただし、マフラーに含まれるダシを吸われるだけ）。ホルモン剤注入により石づき（軸）部分がプリプリとなったが、そこは食べないと料理人に諭される。また、肉になるために毒キノコの主催するバレエ教室に通ったことも。美味しく食べられるために涙ぐましい努力をいつもするが、決して報われることがない不人気キノコ。
天狗
身長数十センチの小さな天狗。かわうそやくまの知り合いらしい。黙ってハワイに行ったことをかわうそから問い詰められ、どんな罰でも受けると宣言する。その後、かわうそから地味ないやがらせを受けた。
くま
身の丈30cmほどのシルエットだけのツキノワグマ。かわうその友達。全く喋らず、顔も全身も真っ黒な姿で、見た限りでは涙や汗でしか感情を読み取ることが出来ない。性格は優しい。紫色の山ぶどうの房を持っている。山で遭遇した伊藤の周辺にしばしば現れる。
伊藤
登山中にくまに遭遇して死んだふりをしたが、リュックの中を探られた。以来、くまから自宅にくまの写真と2千円が入った茶封筒を送られたり、友達に山ぶどうを送られたりする大学生。当初はくまを恐れていたが、徐々にくまが気になりはじめている。
傷
頭に包帯を巻いて学生服を着た少年。幼少期に心身ともに深い傷を負ったらしい。いつも人を不安に陥れるような一言を言う。アベックを嫌悪している。時折、新しい文字を発明している。
こけし
頭にこけしを乗せた少年。こけしのような体でもあり、半裸に赤でお経を書き込んでいる。常に意味不明の言葉をブツブツとつぶやき、周囲の人に何かを要求する時には決まって「もっとお母さんみたいに」と注文を付けるため、周囲の婦女子を怯えさせる。当初はこけしをのせていなかった。
源さん
こけしの行きつけの寿司屋で働く寿司職人。ふとんに酢のにおいが染み付いている。歌手志望であったが、断念して寿司職人になった。好きな言葉は「まぐろ」。源（みなもと）さんと呼ぶのかゲンさんと呼ぶのかは不明。
たけひろ（オール5）
ランドセルを背負った全裸の少年。まれにパンツを履くこともある。決して他の人には話してはならない「フルゴン」や、「定礎の下に埋まった『赤いべべ』」などの秘密を漏らそうとするたび、口止めのため父親に弓矢で射られる。父親は膝ラケットで双子球を打ち返すスポーツ「タニス」の選手で、たけひろ同様に全裸。母親は普通の格好。テレビ局のインタビューで好きな物は何かと訊かれた時、大鵬と答えている。陰茎を露出している。
王様
トランプのキングのような格好をした人物。「王様」と呼ばれているが、本当に国王なのかは不明。娘は「お姫様」で、妻は女王。喋らない。すぐ人をムチで叩く。
ロベール
平助が購入した、喋る案山子。ロベールを購入したことを平助は父っつぁんに言い出せなかったため、ロベールは平助さんを「いくじなし」と罵る。その他の言動も、基本的に毒舌・皮肉が多い。
平助さん
純朴な農家の青年。出戻りの和江さんに秘かに思いを寄せている。ロベールからは「いくじなし」と罵られているが、村人達からは好印象を持たれている。独身。
父っつぁん
平助さんの父。ロベールに「あんたの息子は最高の独身だぜ!」と言われる。
ウイリアム
イギリス人留学生。しいたけから間違った日本文化を教えられる。
シークレット奥さん
シークレットシューズ・あるいは大仏にシークレット蓮華などをこっそり取り付けたりし、何となく違和感を覚える周囲の人を見てはほくそえむ主婦。
初期は上記のような「シークレット○○」での登場が多かったが、のちにカブトムシの斎藤さんの大家として登場するようになった。こちらではなぜか完全に常識的な（カブトムシに貸し間していることを除いては）ヤングミセスで、斎藤さんへのツッコミ役に徹している。神出鬼没にあちこちへ潜入していた(ウェットスーツに身を包んでまで海底にまで現れたことがある)かつての日々とは別人のように穏やかな性格と生活である。
夫と長男（赤ちゃん）との3人家族。
斎藤さん
苦学生のカブトムシ。いつも小声（フキダシで表されるセリフが全くない）で喋る。事あるごとにショックを受けており、その時は泣きながらどこかへ飛んでいく。当初は女性のポニーテールにくっついて登場し、さらには平仮名すら書けず、浪人生活を送っていた。浪人時代は健康に気を使って健康食品を食用していたが、その後は不明。手作りマヨネーズを作るのが得意。また、「粉ねり機」なるものを考案した事もある。住居は、民家の庭の木の洞を月5円で借りている。大家はシークレット奥さん。世の男子の例に漏れず、「杉本彩」が好き。実の母からは「さいとう」と呼ばれている。その実の母は、斎藤が養子を迎えたことに対抗して人間の夫婦の養子になり、そのことを斎藤に手紙で報告し、斎藤は泣きながら飛ぶことを忘れるくらいショックを受けている。
モデルは柔道家の斉藤仁。後に日本テレビのバラエティ番組『中井正広のブラックバラエティ』で芸人・カンニング竹山のあだ名として使われる「カブトムシさいとう」の元ネタであり、2009年のアニメ版では本当に竹山が演じることとなった。
修一
好きな人に振られたショックで斎藤さんが迎えた養子。養子に迎えられた当初は「斎藤」と呼び捨てにしていたが、後に「お父さん」と呼ぶようになる。コウモリが好き。
宇宙人兄妹
名前は、兄が正美で妹がひろみ。西原さんの家や原っぱにUFOで到着した。身長1m未満。地球について「さむい」と言うが、彼らにとってそれはどうやら誉め言葉らしい。
ミッチー（星野ミッチイ）
世界征服をたくらむ美少女。いつもそれを神に祈っている。トオルに命の危機が迫った時も、世界征服のついでとしてしか、トオルの命が助かることを祈らなかった。他にも「トオル君を郵便局員にする」「自らトオル君の父親になる」などの願いを捧げていた。学校の先生には「星野」と呼ばれ、自らのポエムノートには名前を「星野ミッチイ」と書いている。「ミッチー」や「ミッチイ」が本名かは不明。世界征服に関する願いは全く叶わないが、なぜか端から見ればどうでもいいと思える願いは結構、実現している。
トオル
ミッチーの恋人。非常に素直な性格であり、かなり美形である。いつも腕を振り回して踊っている。ミッチーの真意に気づくことはない。ミッチーに無理矢理郵便局員にされそうになったが、実は郵便局員に適応する高い才能の持ち主ではあるが、幼少の頃に腕を負傷し、その影響から郵便局員の仕事は無理だという事が判明する。作者の吉田戦車が「『伝染るんです。』の中で一番気に入っているキャラ」と語っている。
ゲイリー富田
ミッチーがトオルを郵便局員にするべく呼んだ中年男性。ポルトガル出身だが、英語なまり。自身もトオルを郵便局員にしたいと考えていたことが発覚したため、ミッチーの逆鱗に触れた。
ペドロ君
トオルの友達。実家はりんご農家。ミッチーの祈りに呼応して、トオル君の生命を奪うために追いかけたことも。ミッチーにリンゴ文なる手紙（リンゴに用件がかかれたもの）を送ったこともある。彼の実家には執事と思しきリンゴが好きなのに自ら食べることができない哀しいロボットがいる。
ネギ
マスチフ犬。本来は「ネギ」という名ではないはずだが周囲の人々から「ネギ」と呼ばれて無理矢理ネギを食べさせられようとするというギャグ以降、「ネギ」の呼び名が定着し犬小屋にも「ネギ」の名札が付けられた。通りすがりの人に足をかまれそうになったり、ドライヤーで温められたり、脅迫状が届けられたりと色々理不尽な目にあう。
吉本君
社長秘書。社長室に動物（かわうそ）を入れて可愛がっていたが動物は社長の方が好きになったため、それを妬んで動物を虐待するようになる。
山崎先生
異常に短い足と円筒状で異様にツヤツヤした胴、顔はイルカのように口が突き出ていて、耳が無い。しかし頭髪があり、臀部に三角錐状の突起物が付いているという一種異様な体格をした（人間以外の生物である可能性も否定できない）正体不明の中学校英語教師。女子バスケットボール部の顧問も務める。教育熱心で常に生徒の立場に立って発言、行動的で理想的な教師として生徒に慕われているもののその奇妙な外見と行動で周りを困惑させる。大学の同期に八田先生がいる。どんな状況であろうとヘリコプターを見ると理性を喪失し（乗り物全般が大好きらしい）、ヘリに向かって一心不乱に手を振るクセがある。偶然に出会った傷（前述）からライオンと誤解されていたこともあるが、その後仲良くなった。渦巻き模様に弱く、ナルトなどを見ると目を回して倒れてしまう。また、お尻を水に濡らすと大変なことが起きるらしく、相合傘で教え子と下校したさい、絶対にお尻を濡らさないように厳命している（しかし別の話では海に飛び込み溺れた生徒を救助している）。
総一郎
かわうそと親しいらしく、自分の近況を写した絵葉書を送ってくる。漫画『F』の登場人物である赤木総一郎に似ているといわれており、さらに「辰」という名の叔父に憎しみの感情を抱いているが、モデルは定かではない。
豆腐破壊魔
他人が買ったばかりの豆腐を破壊する愉快犯。豆腐屋の店先で客に自転車で忍び寄り、豆腐を手で叩いて破壊し走り去る。
NHK教育テレビの番組を好むヤクザ
- 楽しみに観ていた番組『おーい!はに丸』が終了することを知って、渋谷（NHK）襲撃を企てるヤクザ。
- 上記の渋谷襲撃企図の際、「続いている番組の方が大事」と『できるかな』のナレーションが別の人に変わった件を問題にしようとしたが、「ノッポさんがいれば、ナレーターはどうでもいい」「若造が出しゃばりおって！」と相手にされず、胸に殺意を宿す幹部の乾。
- 失態をおかした部下に対し、けじめのかわりとして「のりピーのショップでグッズを買え」「雑誌に指定の題とペンネームで詩を投稿しろ」などの指示を出す乾。
- 『はてなはてな』『やっぱりヤンチャー』のキャラクターは好きだが、『なんなんなあに』のめるちゃんとやったくんは怖がるヤクザたち。
- のど自慢大会に出演するため、パンチパーマを落とし、カタギになった元ヤクザの曽根。
- ポリニャック伯爵夫人が何者か（『ベルばら』の登場人物）をド忘れして悩み抜いた末、新幹線に乗って本家の親分に聞きにいく兄貴分のヤクザ。
- ダムを守る正義の人、ダムダム人を考えた川本。

山岡士郎、栗田ゆう子
グルメ漫画『美味しんぼ』の登場人物。山岡、栗田に似せているキャラクターではなく、山岡、栗田そのもの。「連想ゲーム」（NHK）をはじめとするクイズ番組に出場した際、栗田には簡単な問題が出題されるが、山岡に対しては理不尽なまでの難題が出題される。
ビデオデッキを購入して喜ぶ青年
NHK『ひるのプレゼント』を録画して、夜でも観られることを泣いて喜んでいた他、翌週には昨日録画した『きょうの料理』を明日観られることに気付いて、さらに喜んでいた。
「さて久しぶりに」の先生
「さて久しぶりに～しよう」と言いながら不可解な行動を行う老人男性。職業は不明だが、周囲からは「先生」または「社長」と呼ばれている。劇中では「さて久しぶりに取りかえしのつかない事をするかな」と言いながら、S-VHS式ビデオデッキの内部にわざと納豆をこぼして「取りかえしのつかない事をしてしまった!」と叫んだり、「犬ひも」や「人間国宝（と彼が呼んでいる老人。重要無形文化財保持者であるかどうかは不明）の様子を見る」などをしている。
渋谷区
「ここは世田谷区じゃありません」「この先オバケ注意」など、奇妙な内容の標識を立てている特別区。他にも砂場に砂男が住んでいたり、すべり台がおろし金になっていたりする公園が存在。
機長
旅客機の機長。飛行中の飛行機の窓から機長のあいさつに伺う、機内放送で「ごめん」としか喋らない、あるいは機内放送の後で「あ。」と思わせぶりな言動をしたりして機内をパニックに陥らせる。非常に神経質な性格で、客室から「バカ」という声が聞こえただけで、乱暴な操縦をしてくる者もいる。姿は描かれず、機体に書かれた航空会社名も変ったりしているので、同一人物かどうかはわからない。
杉山課長
部下の赤子に深々と土下座をしたり、うなだれる部下のため息を紙筒で吸う男性。
「丸」
川に棲む球型の生き物。大の男が二人で抱えても手が回らないほどの直径。川辺で獲って焚き火で焼く「丸焼き」が、キャンプの醍醐味と言われている。キューン、キューンと鳴く。

丸バナナ
その名の通り、まん丸のバナナ。胴衣を着た男性が探し求めている。はっさくやヒヨコと間違えられた。「伝染るんです。」終了後、同じく「週刊ビッグコミックスピリッツ」で連載された「ぷりぷり県」で、ぷりぷり県の名産品として出ている。
子ランチ
「子供のことがあまり好きではないコック」がいるレストランに、お子様ランチの代わりに存在するメニュー。ニラとモツを具材とした麦飯のケチャップライス、痩せた薩摩芋、目刺し、大根葉、おまけのミニカーが小汚いコップに詰め込まれて（デザートのバナナは輪ゴムでくくりつけられて）おり、「首」と書かれた旗が立っているという、子供に対する憎悪に満ちた料理。
機械のかわうそ
あらゆる面で、かわうそより20%よく作られた機械。かわうその存在意義をことごとく奪っていく。かわうそが風邪をひくと、さらに20%重い風邪をひく。ハワイを空襲した事もあり、この点でもかわうそを出し抜いている。メカゴジラが元ネタ。
機械のかっぱ、かえる、くま
やはり本物より20%よく作られている。機械のかっぱとかえるは本物よりもかなり大きい。なお、機械のかっぱは機械のかわうそから20%増どころではないほど酷い事（マシンガン攻撃）をされている。機械のくまは「コーヒーを飲みながらでも冬眠」できる。また作中には登場しないが単行本5巻のカバーには機械の山崎先生、機械のしいたけも描かれており、アニメ版のエンディングには機械の斎藤さんが登場している。
博士
機械のかわうそ他、本物より20%よく作られている機械の生みの親。スキンヘッド。かわうそに「機械のかわうそを壊してほしい」と頼まれるも、「去年作った機械の私など、私より40%もいい！」と涙ながらに一蹴した（その後ろでは博士の子供たちが、機械の博士にじゃれている様子が描かれている）。その後、かわうそには「今までより22%よくなる機械」（ヘルメットのような形状）を与えた。
下の人
かわうそに雇われて（？）、かわうそを肩車して背を高く見せかけている人物。黒覆面をしており、素顔は分からない。「下の人などいないっ！」のセリフで有名になった。かわうそが「ちょっと寝る」と言って眠った際には、自らの意思でラーメン店に入り、眠ったかわうそを乗せたままラーメンを食したこともある（その異様な姿に店主は怯えていた）。また、かわうそが下の犬に乗り換えた際には、涙を流して落胆していた。
下の下の人
下の人のバリエーション。かわうそと下の人を肩車している。
上の人
下の人のバリエーション。下の人とは逆に、かわうそに肩車されている男。
下の犬
下の人のバリエーション。かわうそを乗せている犬。シッポの形状から柴犬と見られる。
その他のキャラ・物体・語彙
- ほとぼり
- モンゴイカ
- 何かの卵
- ドイツにん
- あきらめ猿
- 汽車犬
- クワズ嫌い
- 父がまん
- まんがの肉、まんがのチーズ、まんがの酔っ払いのおみやげ
- ゴワ
- モテモテ
- アルジ
- 「札幌息祭り」「鼻の万博」（連載当時実際に開催されていたイベント名の捩り）

etc

## 登場する小道具
- プラカード

デモや選挙、スポーツ大会の入場行進などで使われるような持ち手つきの看板。いくつかのバージョンがあり、かわうそくんが掲げる。
- 新発売 憶測（おくそく） 30円
- 約束 50円
- ねたみ
- 獺祭（だっさい）

## 登場するスポーツ
- タニス

「膝に四角いラケットをくくり双子球を打ち合うスポーツ」と作中でたけひろに説明されている。
- フルゴン
- しリーグ
- タオルボール

## オリジナルビデオ
1992年6月25日に発売された。かわうそ他のアニメーションの短編と山崎先生のクラスを舞台にした実写ドラマ「風に飛ばされてきた少女」を含む実写パートから成る。総監督及び脚本も吉田戦車自身によるものである。

### スタッフ（ビデオ版）
- 原作、脚本、総監督:吉田戦車
- 監督:吉良敬三、田中範一
- プロデューサー:山下暉人、宮直樹、岩井丈児、下平聡士

### キャスト（ビデオ版）
ドラマ「風に飛ばされてきた少女」
- 吉村涼
- 小野寺勝也

### 主題歌（ビデオ版）
オープニング・エンディングテーマ「かわうそ音頭」　作詞 - 吉田戦車 / 作曲 - 祖父江真澄 / 編曲 - 上柴はじめ / 歌 - かわうそ少年少女合唱団

## アニメ
2009年7月6日よりモバイルサイトdwango.jpにて先行独占配信され、後にニコニコチャンネルでも配信された。また、同年8月21日より3か月連続でDVDが発売。アニメの製作発表時にはDVDの予約が殺到し、Amazon.co.jpの売上急上昇ランキング1位から3位を独占した。

### スタッフ（アニメ）
- プロデューサー：戸田和宏
- 監督：まんきゅう
- 製作：「伝染るんです。」製作委員会（ディー・エル・イー、東宝）

### 主題歌
エンディングテーマ「カブトムシ斎藤の歌」
作詞 - カブトムシ達 / 作曲 - manzo / 歌 - カンニング竹山

### キャスト（アニメ）
- かわうそ：茶風林
- かっぱ：能登麻美子
- 山崎先生：関智一
- ミッチー：中原麻衣
- しいたけ：坂本頼光
- 犬山タミ：若本規夫
- 川沼：徳本恭敏
- 子供他：山村響
- 下の人：TAIZO
- カブトムシ斎藤さん：カンニング竹山

### DVD
| 巻 | 発売日         | 規格品番   |
| -- | -------------- | ---------- |
| 1  | 2009年8月21日  | TDV-19136D |
| 2  | 2009年9月18日  | TDV-19137D |
| 3  | 2009年10月23日 | TDV-19138D |

## 実写版
2009年10月26日よりBeeTVにて1話1分の動画が毎日配信された。全50話。

### スタッフ（実写版）
- 監督・脚本：穴井創平、水落豊、甲斐さやか[16]
- 製作：株式会社オズ、電通テック[17]

### キャスト（実写版）
- かわうそ：古田新太
- ミッチー：南明奈
- カブトムシ斎藤さん：カンニング竹山
- トオル：黒田勇樹

## その他
吉田戦車以外の複数の漫画家・作家によって描かれた、いわば公認されたパロディ作品が存在する。これらは本作品の連載当時、掲載誌・ビッグコミックスピリッツの増刊号（1991年1月10日増刊号。その際の題名は『勝手に伝染るんです。』）や、同誌の本誌にて本編と並行して設けられた本作品の情報ページ『川獺（かわうそ）新聞』に、競作の形で掲載されたものである。これらの作品は、本作品の単行本3巻のブックカバーの裏側に、まとめて収められた。執筆した漫画家・作家は以下の通り。
- 玖保キリコ
- 弘兼万梨子
- 中川いさみ
- 吉本ばなな（作画も）
- さくらももこ
- 高橋留美子
- 花輪和一
- 山本直樹
- 小椋冬美
- ほりのぶゆき
- 聖日出夫
- 岡野玲子
- しげの秀一
- 朝倉世界一
- 浦沢直樹
- 相原コージ
- 中崎タツヤ
- 窪之内英策
- 中村真理子（漫画）
- 狩撫麻礼（原作）

これまでにファミリーマートや信用金庫（信金中央金庫）、東京新聞（中日新聞東京本社）などのCMや広告でキャラが起用されていた。
中部日本放送（CBCテレビ）では本作由来の「正解るんです」と題した番組が放送されていた。
2024年、東京都武蔵野市の吉祥寺にある吉祥寺サンロード商店街振興組合で夏恒例のサマースクラッチセールが開催され、その折に「伝染るんです。」のキャラが使用された。